# Modern Times (band)
Modern Times is een Luxemburgse band bestaande uit Simone Weis en Jimmy Martin. Samen vertegenwoordigden ze Luxemburg op het Eurovisiesongfestival 1993 in het Ierse dorp Millstreet. Met het nummer Donne-moi une chance werden ze teleurstellend twintigste op 25 deelnemers, met 11 punten. Door deze slechte prestatie mocht Luxemburg in 1994 niet deelnemen aan het Eurovisiesongfestival. Echter, de deelname in 1993 was de laatste in een reeks teleurstellende resultaten, waarna de Luxemburgse openbare omroep besloot niet langer deel te nemen aan het festival.
1956: Michèle Arnaud + Michèle Arnaud · 
1957: Danièle Dupré · 
1958: Solange Berry · 
1960: Camillo Felgen · 
1961: Jean-Claude Pascal · 
1962: Camillo Felgen · 
1963: Nana Mouskouri · 
1964: Hugues Aufray · 
1965: France Gall · 
1966: Michèle Torr · 
1967: Vicky Leandros · 
1968: Chris Baldo & Sophie Garel · 
1969: Romuald · 
1970: David Alexandre Winter · 
1971: Monique Melsen · 
1972: Vicky Leandros · 
1973: Anne-Marie David · 
1974: Ireen Sheer · 
1975: Geraldine · 
1976: Jürgen Marcus · 
1977: Anne-Marie Besse · 
1978: Baccara · 
1979: Jeane Manson · 
1980: Sophie & Magaly · 
1981: Jean-Claude Pascal · 
1982: Svetlana · 
1983: Corinne Hermès · 
1984: Sophie Carle · 
1985: Margo, Franck, Diane, Ireen, Malcolm & Chris · 
1986: Sherisse Laurence · 
1987: Plastic Bertrand · 
1988: Lara Fabian · 
1989: Park Café · 
1990: Céline Carzo · 
1991: Sarah Bray · 
1992: Marion Welter & Kontinent · 
1993: Modern Times · 
2024: Tali · 
2025: Laura Thorn